# 黑死病
黑死病是人類歷史上最嚴重的瘟疫，于1347–1353年間在欧亚非大陆上流行，是第二次鼠疫大流行的开端。一般認為，该病起源於亞洲：一說起源於中亞（天山山脉附近）、一说起源东亚（大元帝國）。1346年该病已经开始在东方流行，1347年金帳汗國可汗札尼别的蒙古军队在攻打黑海城市卡法时引发了疾病的大规模传播。此病約在14世纪40年代散佈到整個歐洲，這場瘟疫在全世界造成了大約7500萬-2亿人死亡，是人類歷史上致死人數最多的流行病；根據估計，瘟疫爆发期间的中世紀歐洲約有佔人口總数30%-60%的人死於黑死病。
黑死病剛開始被當時的作家稱作“大瘟疫（great pestilence）”、“great mortality”等等，到了16、17世纪才慢慢出现了「黑死病」之名。一般認為這個名稱是取自其中一個顯著的症狀，稱作「acral necrosis」，患者的皮膚會因為皮下出血而變黑。而黑色實際上也象徵憂鬱、哀傷與恐懼。黑死病對歐洲人口造成嚴重影響，改變歐洲的社會結構，動搖當時支配歐洲的天主教會的地位，並因此使得一些少數族群受到迫害，例如猶太人、穆斯林、外國人、乞丐以及病患者。生存與否的不確定性，使得人們產生「活在當下」的一種情緒，如同薄伽丘在《十日談》之中所描繪的一般。
对于黑死病是鼠疫之说，在歷史紀錄對於黑死病的特徵紀錄中，有一些關於“淋巴結腫”的描述，與19世紀起源於清朝云南地区的淋巴結鼠疫相似（第三次鼠疫大流行），這使得科學家與歷史學家相信自14世紀開始的黑死病，與鼠疫相同，皆是由一種稱為鼠疫桿菌的細菌所造成。這些細菌是寄生於跳蚤身上，並藉由黑鼠（Rattus rattus）等動物來傳播。也有研究认为病源可能來自亞洲的小沙鼠。第二次鼠疫大流行時，9座城市中有7座透過人類身上衣物的跳蚤與頭蝨傳播。不過由於其他疾病也有可能產生淋巴結腫，因此也有人提出其他不同的觀點。
第二次鼠疫大流行期间，黑死病之后，同樣的疾病多次侵襲歐洲等地，造成的死亡情形與嚴重程度各不相同，主要疫情包括1629-1631年的意大利鼠疫、1656-1658年的那不勒斯鼠疫、1665-1666年的倫敦大瘟疫、1720-1722年的馬賽大瘟疫、1772-1773年的波斯鼠疫等等。關於這些疾病的異同仍有爭議，但是其致命型態似乎於18世紀消失於歐洲，而与此同时，中国明朝末期1633年-1644年也发生了“明末大鼠疫”。此后，19世纪中期云南地区则爆发了第三次鼠疫大流行，世界范围内有超过1000万人死亡。目前普遍認為黑死病的病原体可能已经灭绝。

## 命名

黑死病在歐洲的蔓延（1346年至1353年）

中世纪的人们称这场灾难为“大瘟疫（great pestilence）”、“great mortality ”、“great death”等等。 16世纪及17世纪初，瑞典和丹麦的年鉴第一次用“黑色的”来描述这一事件，不只是因为患者晚期的皮肤会因皮下出血变黑，更确切的是指此事件给人带来灰暗可怕的黑色恐怖阴霾。 直到1750年代，英语中才出现“黑死病（the Black Death）”的描述。

## 病因

### 鼠疫病理

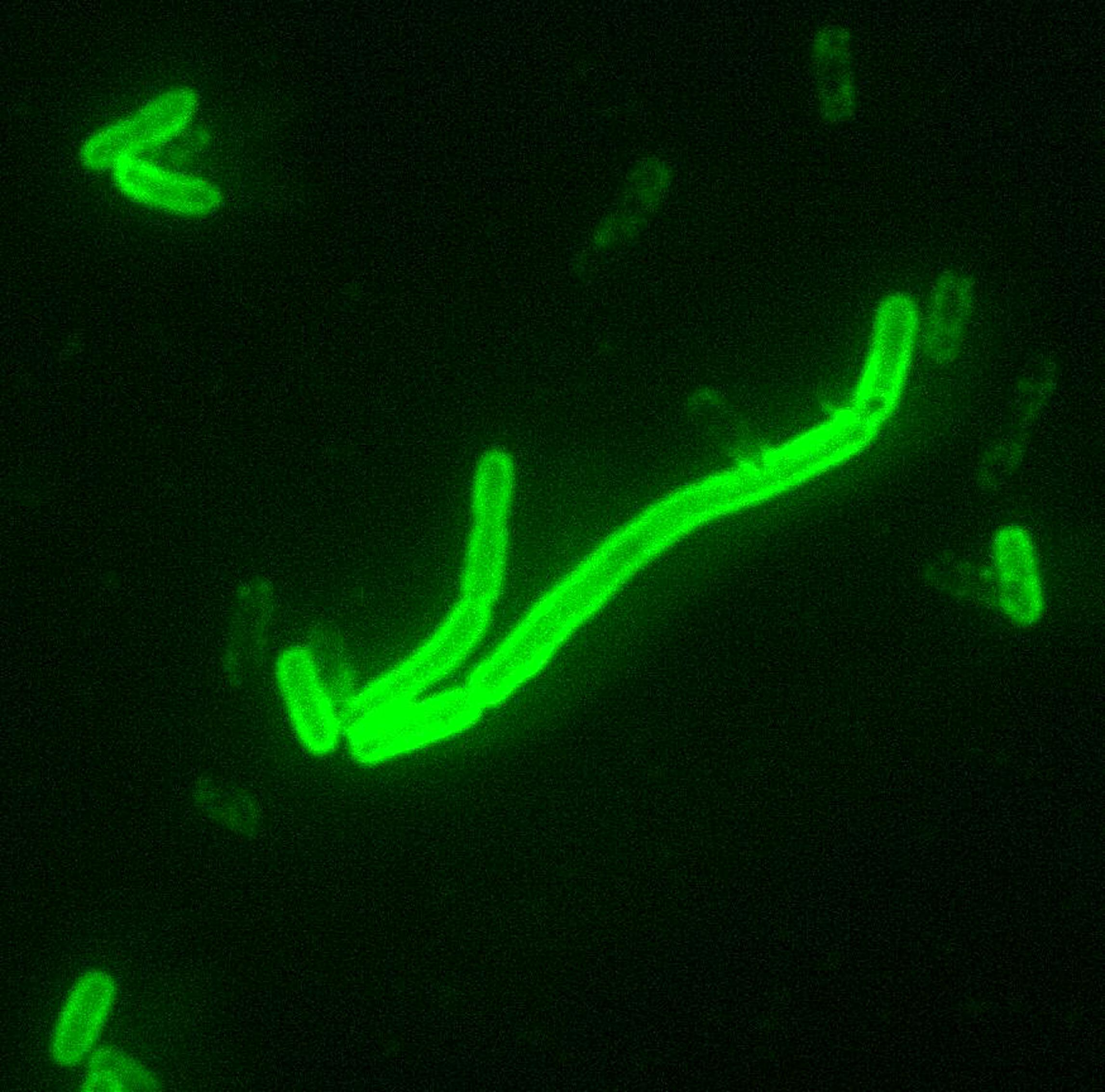
鼠疫杆菌（放大200倍）。導致鼠疫的細菌。

1346至1351年黑死病的蔓延。

目前解释黑死病成因的主要理论是鼠疫论。鼠疫杆菌是1894年由巴斯德研究所的法國醫生和細菌學家亞歷山大·耶爾辛在香港鼠疫大流行時發現的，當時传染至印度的瘟疫病因。腺鼠疫（Bubonic plague）與敗血性鼠疫（septicaemic plague）會經由與跳蚤的直接接觸而傳染，其中最主要的一類跳蚤是鼠類身上的印度鼠蚤。許多細菌生活在這些跳蚤的身體中，阻塞跳蚤的胃部並使其變得飢餓。由於無法得到飽足導致跳蚤不斷地叮咬宿主。在叮咬與進食的期間，跳蚤胃裡的細菌便經由血液流動到開放的傷口中，使得細菌散佈到新的宿主身上。此外被感染的跳蚤最後會死於飢餓。然而中世紀時代的黑死病真實菌種與成因已經不可考。
人類的肺炎性鼠疫（pneumonic plague）有不同的傳染方式。這類鼠疫是經由血液或肺部受到感染者所咳出的唾液來散佈，而這些部位的感染，可能是始於淋巴結類型鼠疫。以空氣為傳播方式的細菌，可能被附近的人吸入，造成肺部與喉嚨的直接感染，而不需經過淋巴結。
鼠疫桿菌生活在泥土中，以皮外寄生（ectoparasites）的方式生存於齧齒類與人類身上。Michel Drancourt將這些細菌的生態整理出散佈模型。對於草原土撥鼠所做的動物鼠疫（epizootic plague）觀察顯示，被細菌感染的動物屍體，可能比跳蚤更適合用來解釋疾病的傳染方式。
關於歐洲地區鼠疫的出現、散佈與消失有一種假設：帶有跳蚤並受到感染的齧齒類，能夠將疾病傳給不同物種。最早因貿易活動而經由黑鼠（Rattus rattus）自亞洲傳入歐洲；但是到了歐洲之後，又經由褐鼠（Rattus norvegicus）進行更進一步的擴散。棕色的老鼠似乎沒有傳染性的功能，也沒有能力將跳蚤病傳染至人類身上而將其致死。老鼠的生態學中有很多錯綜複雜的事物，例如：老鼠的頰囊竟能和人類的互相影響。所以說起間接性的傳染，或者非跳蚤的傳染病，頰囊就能分析出病毒的暴發與散播，而導致幾個世紀的鼠疫。

### 其他理論
根據历史学家巴尼·斯隆（Barney Sloane）的说法，黑死病的致病源頭並非一般所認為的鼠疫耶尔森氏菌（Yersinia pestis），他舉出幾個例子以支持他的說法：
1. 老鼠也会感染淋巴結鼠疫而亡，但他表示从14世纪的历史资料上看，并未发现有大量的鼠类骸骨存在。
2. 據流行病學統計，腺鼠疫的感染個案應隨著冬季來臨逐漸減少，這是由於老鼠及跳蚤对寒冷的气候较为敏感，數量呈现季节性减少。不過研究表明在公元1348年的英國，黑死病传播速度在冬天大幅加快，顯示黑死病的致病源並非一般所認為的鼠疫桿菌，而是一種未知的致病源。（註：冬天傳播更快、可能是人的接觸增加所致。無需再由鼠傳播。所以上述立論難成立）

## 历史

### 起源及传播
起源

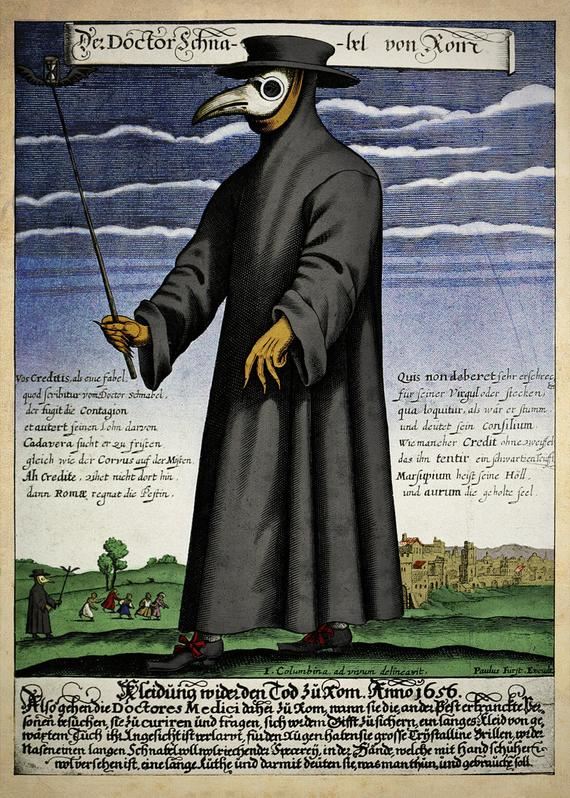
瘟疫医生（鸟嘴医生）

黑死病的源头无定论，但一般认为来自亚洲。有研究人员认为该病起源于中国（蒙元）或者邻近地区，譬如元帝國和察合台汗國交接的天山山脉。1331–34年，大元帝國境内曾爆发流行病，河北等地受灾严重，有估计数百万人因此死亡；1344年、1350年间也爆发过疫情。该疾病可能由蒙古帝国军队和商队沿着丝绸之路传播。还有研究人员认为黑死病来自于中亚地区，譬如裡海。此外，也有研究人员认为黑死病来自俄国的伏尔加河流域。
2022年6月，刊登於《自然》的研究論文以考古發掘與科學分析推定黑死病源頭可能在今中亞國家吉爾吉斯東北部，位於天山山腳下的伊塞克湖附近。該處在1338年至1339年間出現大量墓碑，死因為「mawtānā」（敘利亞語的瘟疫），從墓地埋葬的牙齒遺骸進行DNA比對，其體內含有鼠疫桿菌，且該菌株是透過土撥鼠傳染給人類。貿易與戰爭可能是鼠疫傳到歐洲的決定性因素。
傳播
1345–46年，蒙古金帐汗国第十一任可汗札尼别的军队在围攻克里米亚卡法城期间，将军队中鼠疫病死者从城外抛到城内（也可能是受感染的老鼠进入城中传播），致使卡法城内的许多士兵和居民染上鼠疫。城内的许多商人不得不弃城西逃，越过黑海到达君士坦丁堡，使得黑死病于1347年夏进入欧洲。其中，拜占庭帝国皇帝约翰六世·坎塔库泽努斯13岁的儿子也感染此病丧生。此后，黑死病传播到意大利的西西里王國和威尼斯共和國等地，并逐渐蔓延至法国、西班牙諸國、葡萄牙王國、英格兰王國、神聖羅馬帝國等欧洲各国。

### 鳥嘴医生
“鳥嘴医生”是黑死病肆虐時期，歐洲各地專門醫治患者的醫師。他們會戴著具有防傳染功能的鳥喙狀面具來治療病患，因此被稱為“鳥嘴医生”。這些瘟疫醫師往往沒受過多少醫學訓練，也缺乏臨床診斷能力；然而由於當時歐洲人手奇缺，因此這些醫生是各個城鎮相當珍貴的資產。
“鳥嘴醫生”身穿長袍，會使用一種木製的拐杖碰觸病人治病。也用於鞭打病人以赦免他們的罪，因為當時的人們相信罹患黑死病是不受上帝庇祐的惡人，而唯有透過鞭笞，病人才能從上天的懲罰中獲得救贖。

## 图片资源

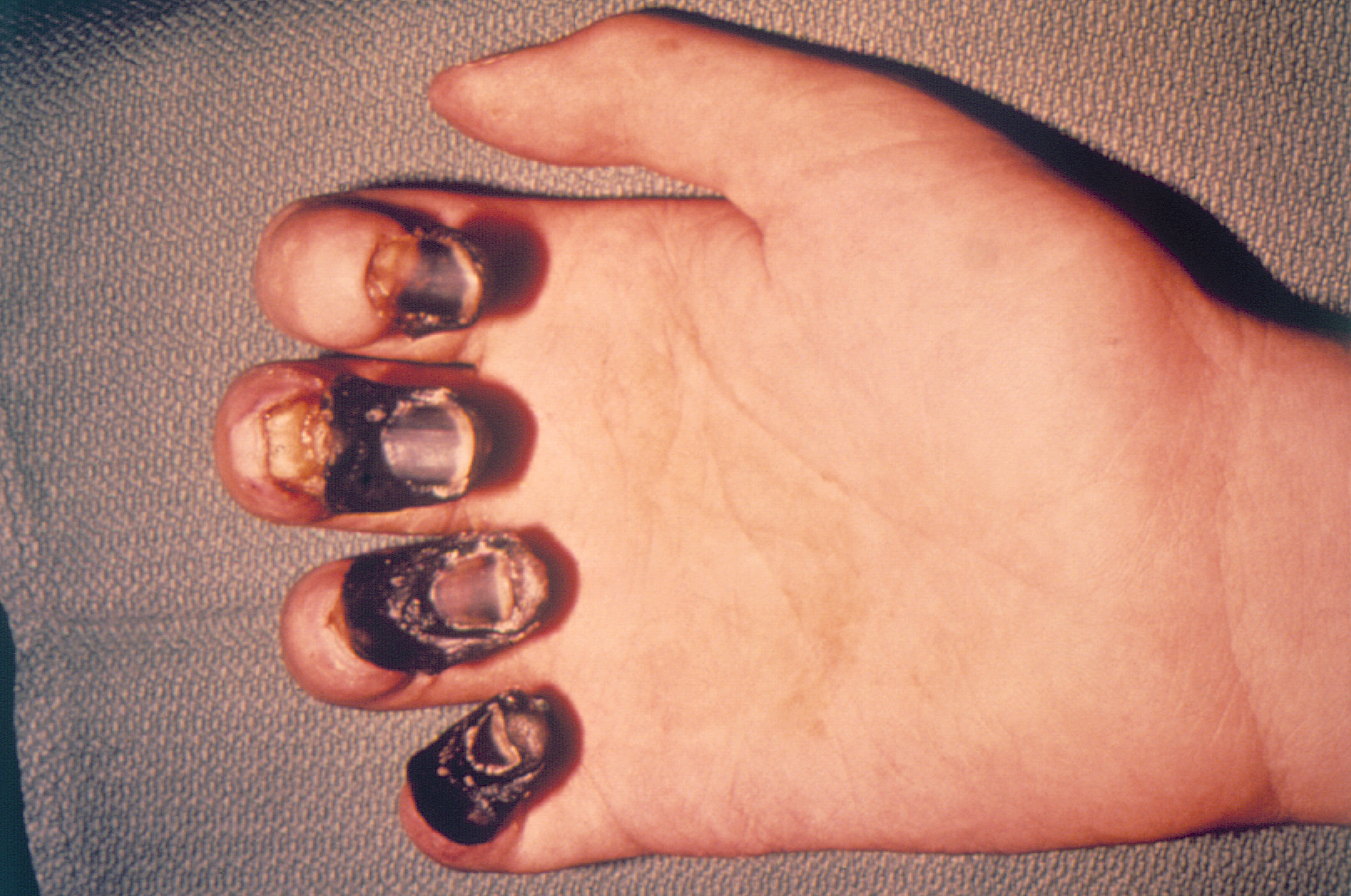
肢端壞疽瘟疫者右手。黑壞疽是瘟疫的表現之一，故科學家推斷黑死病是鼠疫。
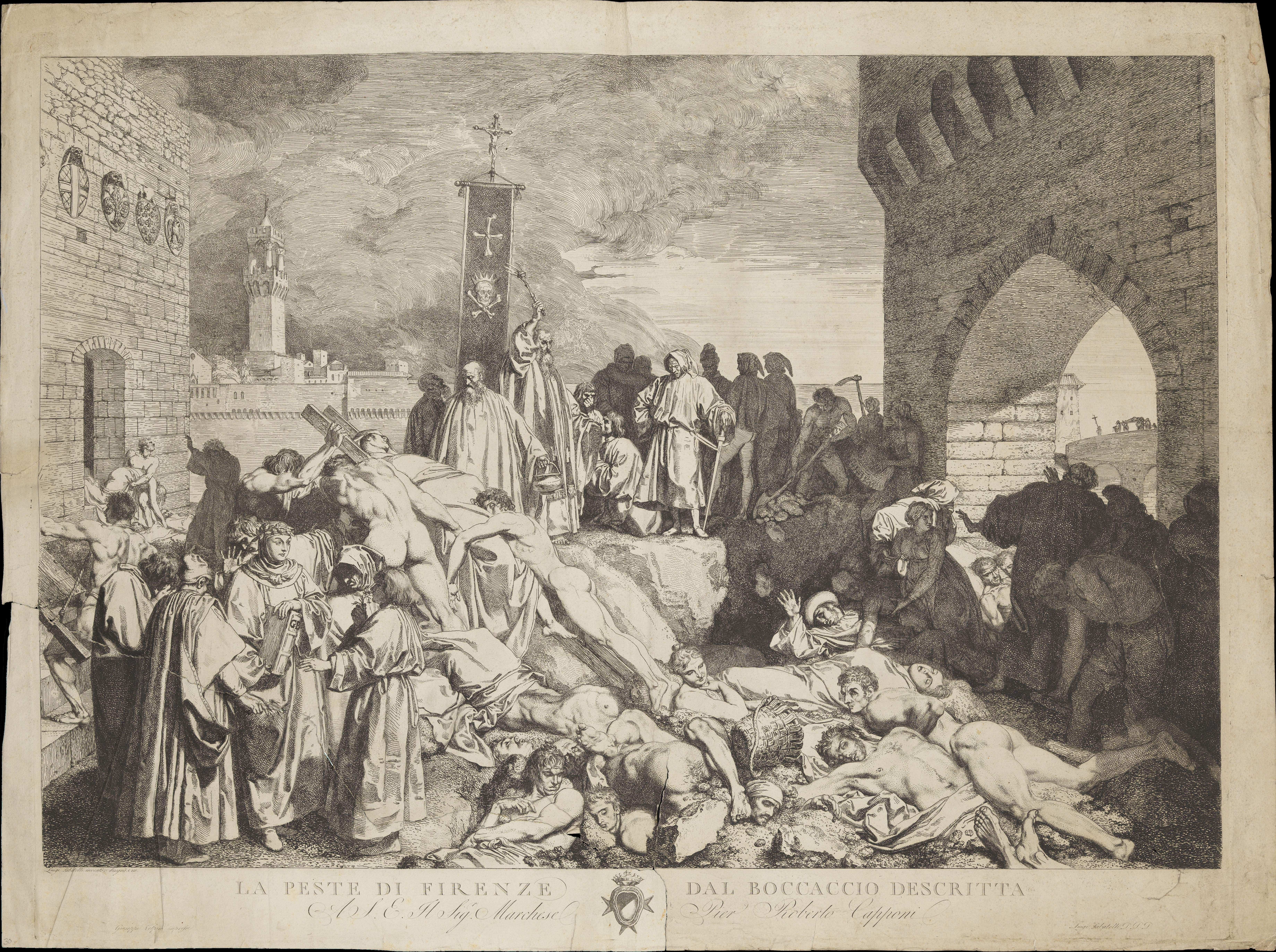
1348年佛羅倫斯的瘟疫繪圖。
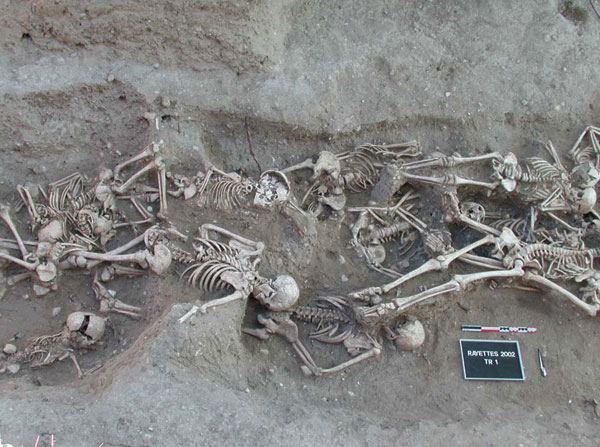
黑死病受害者，法國馬提格斯的萬人塚。
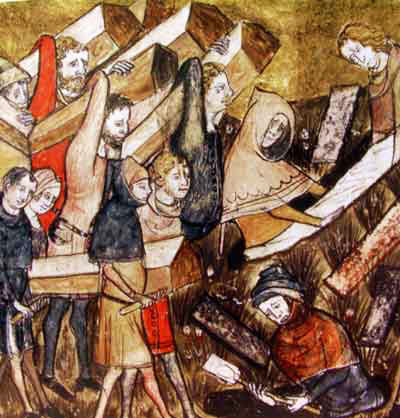
圖爾奈市民埋葬瘟疫受害者。
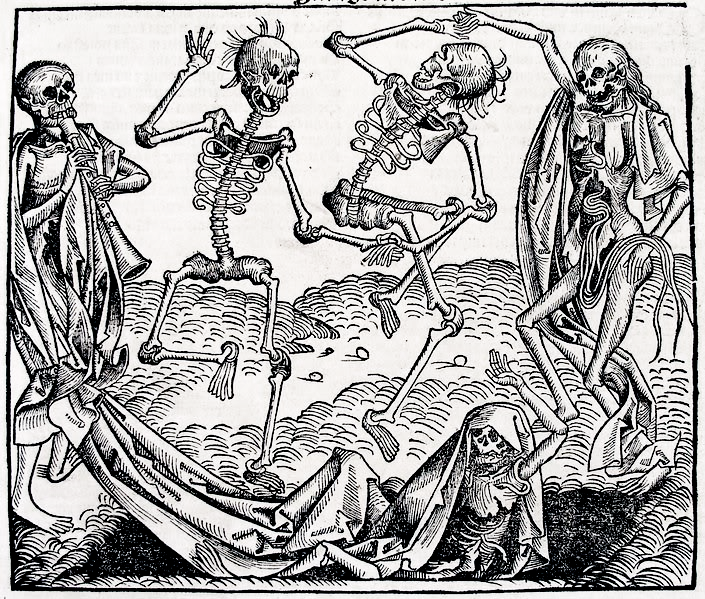
死亡之舞或骷髏之舞，受到黑死病的啟發，普遍出現在中世紀晚期的繪畫主題。

## 外部連結
- 黑死病（页面存档备份，存于） 在 BBC